# قطعنامه ۲۱۰۶ شورای امنیت
قطعنامه ۲۱۰۶ شورای امنیت سازمان ملل متحد سندی بین‌المللی دربارهٔ تأیید دوبارهٔ ۱۴ قطعنامه است. این قطعنامه طی نشست شورای امنیت سازمان ملل متحد در تاریخ ۲۴ ژوئن ۲۰۱۳ میلادی با ۱۵ رأی موافق، ۰ مخالف و ۰ ممتنع به تصویب رسید.